# Dwars door het Hageland
O 'Dwars door het Hageland é uma competição de ciclismo profissional de um dia que se disputa anualmente na Bélgica. Fez parte do UCI Europe Tour até passar a fazer parte do UCI ProSeries em 2020.

## Palmarés
| Ano                              | Vencedor             | Segundo             | Terceiro                   |
| -------------------------------- | -------------------- | ------------------- | -------------------------- |
| edições amador                   |                      |                     |                            |
| 2001                             | Jan Claes            | Wesley Bellen       | Sandro Bijnen              |
| 2002                             | Frank Verjans        | Wouter Van Mechelen | Niels Hammers              |
| 2003                             | Gordon McCauley      | Andy Vanhoudt       | Kurt Wouters               |
| 2004-2006 edições não realizadas |                      |                     |                            |
| 2006                             | Gediminas Bagdonas   | Nico Kuypers        | Simas Kondrotas            |
| 2007                             | Dave Bruylandts      | Nico Kuypers        | Kurt Van Goidsenhoven      |
| 2008                             | Bert Scheirlinckx    | Lieuwe Westra       | Nico Sijmens               |
| 2009                             | Geert Omloop         | Benny Deschrooder   | Benjamin Gourgue           |
| edições profissionais            |                      |                     |                            |
| 2010                             | Frédéric Amorison    | Stijn Steels        | Michael Tronborg           |
| 2011                             | Grégory Habeaux      | Huub Duyn           | Christian Moberg Jørgensen |
| 2012                             | Timothy Stevens      | Davy Commeyne       | Niko Eeckhout              |
| 2013-2015 edições não realizadas |                      |                     |                            |
| 2016                             | Niki Terpstra        | Wout van Aert       | Florian Sénéchal           |
| 2017                             | Mathieu van der Poel | Taco van der Hoorn  | Wout van Aert              |
| 2018                             | Krists Neilands      | Elia Viviani        | Gianni Vermeersch          |
| 2019                             | Kenneth Vanbilsen    | Niki Terpstra       | Quinten Hermans            |
| 2020                             | Jonas Rickaert       | Nils Eekhoff        | Gianni Vermeersch          |
| 2021                             | Rasmus Tiller        | Danny van Poppel    | Yves Lampaert              |
| 2022                             | Oscar Riesebeek      | Gianni Vermeersch   | Florian Sénéchal           |
| 2023                             | Rasmus Tiller        | Stan Van Tricht     | Florian Vermeersch         |
| 2024                             | Gianni Vermeersch    | Jonas Abrahamsen    | Hartthijs de Vries         |

## Palmarés por países
Atualizado após edição de 2023
| País          | Vitórias |
| ------------- | -------- |
| Bélgica       | 12       |
| Países Baixos | 3        |
| Noruega       | 2        |
| Letônia       | 1        |
| Lituânia      | 1        |
| Nova Zelândia | 1        |